# Batu Pahat (stad)
Batu Pahat, vroeger Bandar Penggaram is een stad en gemeente (majlis perbandaran; municipal council) in de Maleisische deelstaat Johor.
De gemeente telt 209.000 inwoners.